# Горбуша (приток Камчатки)
Горбуша — река на полуострове Камчатка в России. Протекает по территории Усть-Камчатского района Камчатского края. Длина реки — 19 км.
Течёт в горах хребта Кумроч. Начинается к западу от озера Низовцево, течёт, огибая гору Машина Робер, сначала в северо-западном направлении, в низовье поворачивая на юго-запад. Впадает в реку Камчатка слева на расстоянии 62 км от её устья.
Вдоль всего течения реки проходит тракторная дорога.
По данным государственного водного реестра России относится к Анадыро-Колымскому бассейновому округу.
- Код водного объекта — 19070000112120000018050[3].